# Peter Okpaleke
Peter Ebere Okpaleke (ur. 1 marca 1963 w Amesi) – nigeryjski duchowny katolicki, biskup elekt Ahiary w latach 2012–2018, biskup Ekwulobii od 2020, kardynał od 2022.

## Życiorys

### Prezbiterat
Święcenia kapłańskie przyjął 22 sierpnia 1992 i został inkardynowany do diecezji Awka. Był m.in. pomocniczym sekretarzem biskupim, kapelanem uniwersytetu w Awce, kanclerzem kurii oraz sędzią trybunału prowincji kościelnej Onitsha.

### Nominacja na biskupa Ahiary i kontrowersje z nią związane
7 grudnia 2012 papież Benedykt XVI mianował go biskupem ordynariuszem Ahiary. Nominacja ta jednak spotkała się ze sprzeciwem miejscowego duchowieństwa z racji innej przynależności etnicznej nominata. Sakry biskupiej udzielił mu 21 maja 2013 metropolita Owerri – arcybiskup Anthony Obinna, jednak z powodu protestów nie zdołał objąć stolicy biskupiej. Z tej racji papież Franciszek mianował w Ahiarze administratora apostolskiego w osobie kard. Johna Onaiyekana. W czerwcu 2017 papież zagroził suspensą tym księżom, którzy będą trwać w uporze wobec Okpalekego, jednak napięta sytuacja sprawiła, że Okpaleke złożył rezygnację z funkcji biskupiej, przyjętą przez papieża 19 lutego 2018.

### Dalsza działalność biskupia
5 marca 2020 papież Franciszek mianował go pierwszym ordynariuszem nowej diecezji Ekwulobia. Ingres odbył się 29 kwietnia 2020. 29 maja 2022 podczas modlitwy Regina Coeli papież Franciszek ogłosił jego nominację kardynalską. 27 sierpnia Okpaleke został kreowany kardynałem prezbiterem i otrzymał kościół tytularny Santi Martiri dell'Uganda a Poggio Ameno. Brał udział w konklawe 2025, które wybrało papieża Leona XIV.